# Orchestre de la Société des Concerts du Conservatoire
Het Orchestre de la Société des Concerts du Conservatoire (Frans voor Orkest van het concertgezelschap van het conservatorium) was een symfonieorkest in Parijs opgericht in 1828, dat heeft bestaan tot 1967. Het gaf zijn eerste concert op 9 maart 1828 met muziek van Beethoven, Rossini, Meifreid, Pierre Rode en Cherubini.
Het orkest werd bestuurd door de filharmonische vereniging van het Conservatoire national supérieur de musique in Parijs en bestond uit de docenten van het conservatorium en hun leerlingen. Het werd opgericht door François-Antoine Habeneck, met destijds het vooruitstrevende doel de symfonieën van Beethoven uit te kunnen voeren. Na verloop van tijd werd het orkest echter steeds conservatiever in zijn programmering. Gedurende zijn bestaan hield het orkest vast aan de speeltraditie zoals die op het in Frankrijk zo toonaangevende Conservatorium van Parijs werd onderwezen. Het orkest nam een centrale plaats in in het Franse muziekleven gedurende de 19e en een groot deel van de 20e eeuw. Het speelde de premières van onder andere Berlioz' Symphonie fantastique, Saint-Saëns' Celloconcert nr. 1 en Francks symfonie in d mineur. In 1918 maakte het orkest een tournee in de Verenigde Staten, met concerten in 52 steden. Later dat jaar maakte het orkest de eerste van vele opnames.
In 1967 leidden financiële problemen in combinatie met onregelmatig werk voor de musici en een gebrekkige betaling tot een beslissing van de Franse regering om een nieuw orkest op te richten. Na het afnemen van audities onder leiding van Charles Münch werden 108 musici gekozen, van wie 50 uit het Conservatoriumorkest, voor het nieuw opgerichte Orchestre de Paris dat zijn eerste concert gaf op 14 november 1967 in het Théâtre des Champs-Élysées.

## Chef-dirigenten
De chef-dirigenten van het orkest waren:
- François-Antoine Habeneck (1828-1848)
- Narcisse Girard (1848-1860)
- Théophile Tilmant (1860-1863)
- François George-Hainl (1863-1872)
- Édouard Deldevez (1872-1885)
- Jules Garcin (1885-1892)
- Paul Taffanel (1892-1901)
- Georges Marty (1901-1908)
- André Messager (1908-1919)
- Philippe Gaubert (1919-1938)
- Charles Münch (1938-1946)
- André Cluytens (1946-1960)

Tijdens de laatste jaren (1960-67) had het orkest geen chef-dirigent.